# Catabola (ort i Angola)
Catabola är en ort i Angola.   Den ligger i provinsen Bié, i den centrala delen av landet, 600 kilometer sydost om huvudstaden Luanda. Catabola ligger 1 531 meter över havet och antalet invånare är 18 855.
Terrängen runt Catabola är huvudsakligen platt. Catabola ligger uppe på en höjd. Catabola är det största samhället i trakten.
I omgivningarna runt Catabola växer huvudsakligen savannskog. Runt Catabola är det ganska glesbefolkat, med 23 invånare per kvadratkilometer.